# Ichthyodes parterufotibialis
Ichthyodes parterufotibialis là một loài bọ cánh cứng trong họ Cerambycidae.